# 양강초등학교
양강초등학교는 대한민국 충청북도 영동군에 있는 공립 초등학교이다.

## 학교 연혁
- 1930년 4월 15일: 양강공립보통학교 개교
- 1932년 3월 25일: 제1회 졸업식
- 1938년 4월 1일: 양강공립심상소학교로 개명
- 1941년 4월 1일: 양강공립국민학교로 개명
- 1981년 3월 1일: 병설유치원 1학급 설치인가
- 1983년 3월 1일: 산막분교장 편입
- 1992년 2월 28일: 산막분교 통합
- 1996년 3월 1일: 양강초등학교로 개칭
- 2000년 3월 1일: 충청북도교육청지정 인성교육 자율시범학교로 지정

## 참고 자료
- 양강초등학교 - 한국교육학술정보원 학교알리미